# Joachim Kern
Joachim Kern (* 9. Mai 1944) ist ein ehemaliger deutscher Fußballspieler und heutiger -trainer. In der höchsten Spielklasse des DDR-Fußballs, der Oberliga, spielte er für die BSG Stahl Riesa und die SG Dynamo Dresden. Mit der Dynamo-Elf wurde er 1971 DDR-Fußballmeister.

## Sportliche Laufbahn
Erste Station in der Fußballlaufbahn Kerns war die Betriebssportgemeinschaft (BSG) Turbine in Großenhain nördlich von Dresden. Dort spielte er zuletzt mit der Männermannschaft in der drittklassigen Bezirksliga Dresden. Nach dem Schulabschluss absolvierte er eine Maschinenbauer-Lehre. Im Alter von 23 Jahren wechselte er zu Beginn der Fußballsaison 1967/68 zum DDR-Ligisten Stahl Riesa. Mit 22 von 30 ausgetragenen Punktspielen und zwei Toren war Kern am Aufstieg in die DDR-Oberliga beteiligt. Mit den Riesaern spielte er zwei Jahre in der Spitzenklasse des DDR-Fußballs, bestritt 1968/69 24 und 1969/70 17 Punktspiele und erzielte jeweils zwei Tore. In der Regel wurde der 1,86 Meter große Kern als Abwehrspieler eingesetzt, spielte aber vornehmlich im zweiten Jahr auch bei einzelnen Spielen im Mittelfeld und im Sturm. 
Im Sommer 1970 wechselte Kern zum Bezirksrivalen und ostsächsischen Fußball-Leistungszentrum Dynamo Dresden. Dort kam er jedoch über den Status eines Ergänzungsspielers nicht hinaus. In der ersten Saison 1970/71 stand er neunmal als Verteidiger in der Startelf und wurde in zwei Begegnungen eingewechselt. So trug er mit elf Einsätzen zum Meistertitel der Dresdner bei. Dynamo gewann auch das Pokalendspiel, dort wurde Kern jedoch nicht eingesetzt. In der Hinrunde bestritt Kern nur die Spieltage zwei bis vier. In der Rückrunde fasste er mit zehn Punktspieleinsätzen in Folge als Verteidiger Fuß in der Mannschaft, doch war der 23. Spieltag Kerns letzter Einsatz in der Oberliga. Er wurde noch einmal am 14. Mai 1972 im Pokalendspiel gegen den FC Carl Zeiss Jena als Libero aufgeboten, die Dresdner unterlagen jedoch mit 1:2. Damit kam Kern innerhalb von fünf Jahren auf 65 Erstligaspiele, 41 für Riesa und 24 für Dresden. Außerdem wurde Kern bei Dynamo in drei Europapokalspielen eingesetzt. Bis 1973 spielte Kern noch mit der 2. Mannschaft von Dynamo Dresden in der DDR-Liga. Zu Beginn des Jahres 1974 wechselte Kern zum Ortsrivalen FSV Lok Dresden, der ebenfalls in der DDR-Liga vertreten war und beendete dort 1976 seine Laufbahn als aktiver Fußballspieler.

## Trainerlaufbahn
1976 begann Kern als Trainer der viertklassigen BSG Fortschritt Neustadt mit seiner zweiten Karriere. Die Mannschaft führte er 1978 in die Bezirksliga und 1982 in die DDR-Liga. Später trainierte Kern weitere unterklassige Mannschaften im Dresdner Raum, so z. B. den SV Wesenitztal in Dittersbach, dem er 1994 zum Aufstieg in die siebtklassige Bezirksklasse verhalf. Bis 2006 war Kern Fußball-Abteilungsleiter bei der SG Motor in Wilsdruff und kümmerte sich danach um die Nachwuchsförderung.
Bis 2018 betreute Kern beim Radebeuler BC diverse Mannschaften. Unter anderem ist er Co-Trainer die 1. Mannschaft der Herren und fungiert als Cheftrainer einiger Jugendmannschaften. Darüber hinaus ist er Leiter der Radebeuler Fußballschule.

## Trivia
Sein Sohn Mario war in den 1990er-Jahren Fußballprofi im wiedervereinigten Deutschland.